# Diachlorus falsifuscistigma
Diachlorus falsifuscistigma är en tvåvingeart som beskrevs av Julio Augusto Henriques och José Albertino Rafael 1999. Diachlorus falsifuscistigma ingår i släktet Diachlorus och familjen bromsar. Inga underarter finns listade i Catalogue of Life.